# Camille Iquliq
Camille Iquliq (1963–2005) foi uma artista Inuit. Ela começou a esculpir em 1984.
O seu trabalho está incluído na Colecção de Belas Artes do Governo de Nunavut e no Museu Nacional de Belas Artes de Quebec.
Ela faleceu em 2005 devido a um cancro.